# Ceraphron barbieri
Ceraphron barbieri är en stekelart som beskrevs av Paul Dessart 1975. Ceraphron barbieri ingår i släktet Ceraphron och familjen pysslingsteklar. Inga underarter finns listade i Catalogue of Life.